# Grænsekonventionen af 1826
Grænsekonventionen af 1826 mellem Norge og Rusland blev undertegnet den 14. maj 1826 og regulerede for anden gang den norsk-russiske grænse. Aftalen af 1826 var altså ikke den første af sin art. Nøjagtig 500 år tidligere blev den såkaldte Novgorod-traktat af 1326 indgået mellem den russiske og norske konge, og dette var en en grænse- og fredstraktat, som trak grænsen ved Lyngstuva.

## Historie
Skoltesameområderne Petsjenga, Pasvik og Neiden blev fra begyndelsen af 1600-tallet til begyndelsen af 1800-tallet betragtet som et fælles norsk-russisk skatteland, det såkaldte fællesdistrikt. Frem til 1813 beskattedes skolterne både af Rusland og af Danmark-Norge, men de stod under russisk verdslig og kirkelig jurisdiktion. I perioden mellem 1814 og 1826 krævede Sverige-Norge heller ikke skat af skolterne.

### Danmark-Norge indtil 1814
Der var et dansk-norsk krav frem til slutningen af 1700-tallet om en grænse, som lagde hele fællesdistriktet under Norge. Hvert år fra 1602 til et stykke ind i 1800-tallet drog fogeden i Finmark fra Vardøhus fæstning til Malmis (Kola by) for at fremlægge den dansk-norske konges territorielle krav over for russerne. Rusland mente at have stærkere krav på fællesdistriktet, fordi de russiske samer (skolterne) var russiske borgere og de var tillige underlagte russisk jurisdiktion. Desuden havde skolterne også tidligere modtaget privilegier af den russiske zar og ikke mindst havde skolternes vigtigste handelsvej altid gået øst over.

### Aftalen i 1826
Da fogeden i Finmark undlod at gøre sine krav gældende i 1816, 1819 og 1822, tog de russiske myndigheder det for givet, at nordmændene havde givet afkald på fællesdistrikterne. De klagede over, at nordmænd havde krænket skoltesamerne, og at soldaterne fra Vardøhus havde skudt rensdyr, som tilhørte samerne. Konflikterne i 1820'erne bevirkede, at det blev besluttet at dele grænsedistrikterne. Efter opdrag fra sine lands regeringer udarbejdede to officerer – oberst Spørck på norsk side, og oberstløjtnant Valerian Galjamin på russisk – et grænsekort sommeren 1825. Kortet var et kompromis mellem norske og russiske krav og dannede udgangspunktet for grænsekonventionen mellem Norge og Rusland. Konventionen blev undertegnet i Sankt Petersburg den 14. maj 1826 (2. maj efter russisk tidsregning) af kongen af Sverige og Norge Karl XIV Johan og den russiske zar Nikolai I.
Sommeren 1826 blev det foretaget en grænsegennemgang og grænseafmærking. Grænsemarkeringen over land blev hugget 6 alen eller 5 arsjiner bred (ca. 4m). Dybå-princippet (at grænsen gik det dybeste sted i grænsevandløbet) blev lagt til grund for grænsetrækningen både i Pasvikelven og Grense Jakobselv.

### 1920-1944
I 1920 blev Petsamo-området på russisk side overdraget til Finland ved Freden i Tartu, og Norge havde ikke længere grænse mod Rusland (Sovjetunionen).

### Efter 1944
I våbenstilstandsaftalen af 19. september 1944 efter fortsættelseskrigen måtte Finland overdrage Petsamo-området til Sovjetunionen, og den gamle grænse fra 1826 dannede igen grænsen mellem Norge og Russland.